# Dirk van Doorn
Jhr. Dirk van Doorn, heer van Koudekerke (Veere, 1 maart 1909 – Koudekerke, 27 juni 1992) was een Nederlands burgemeester.

## Biografie
Van Doorn was een lid van de familie Van Doorn en een zoon van burgemeester jhr. Hendrik Anthony van Doorn, heer van Koudekerke (1872-1948) en Wilhelmina van Lookeren Campagne (1877-1966), lid van de familie Van Lookeren Campagne. Hij trouwde in 1938 met Anna Johanna Kaan (1915-2004), uit welk huwelijk twee kinderen werden geboren.
Van Doorn was vanaf 17 juli 1939 burgemeester van Kattendijke, hetgeen hij bleef tot 1949. Hij was daarna 25 jaar, tot zijn pensionering in 1974, secretaris-rentmeester van het Hoogheemraadschap van Schieland (en werkte in 1973 mee aan het gedenkboek: Hoogheemraadschap van Schieland 1273-1973. Gedenkschrift uitgegeven ter gelegenheid van het 700-jarig bestaan van het hoogheemraadschap van Schieland).
Na zijn ontslag als burgemeester woonde hij decennia in Rotterdam. Daar bekleedde hij verschillende bestuurlijke functies. Hij was eind jaren 1960 lid van de Commissie van toezicht op het Rotterdams Historisch Museum, alsmede waarnemend voorzitter van het bestuur van de Vereniging Nederlands Hervormd Diaconessenhuis (te Rotterdam). In de jaren 1950 was hij ook secretaris van de afdeling Rotterdam van het Koninklijk Nederlands Blindengeleidehondenfonds.
Van Doorn was reserve-1e luitenant van het korps motordienst, ridder in de Johanniterorde en sinds 1974 Officier in de Orde van Oranje-Nassau (dit laatste ter gelegenheid van zijn afscheid als secretaris-rentmeester van Schieland).